# Taça Belo Horizonte de Futebol Júnior de 2018
A Taça Belo Horizonte de Futebol Júnior de 2018 foi a trigésima quarta edição desta tradicional competição futebolística de categoria de base organizada pela Federação Mineira de Futebol (FMF).
O torneio, disputado na categoria sub-17 desde 2015, promoveu algumas mudanças em relação aos anos anteriores. Na ocasião, o número de participantes aumentou para 40. Com esse acréscimo, o sistema de classificação foi alterado para que somente seis melhores segundos colocados avançassem para as fases eliminatórias.
Na decisão, o Atlético Mineiro derrotou o Fluminense Football Club pelo placar de 3−1. Este foi o sexto título do clube mineiro, que passou a ser o maior vencedor na história do torneio.

## Formato e participantes
Na edição de 2018, a Taça Belo Horizonte foi disputada, pela quarta vez, na categoria sub-17. O tradicional torneio teve nove cidades sedes: Belo Horizonte, Betim, Confins, Ibirité, Nova Lima, Nova Serrana, Sete Lagoas, Vespasiano e Uberaba.
Esta edição também sofreu um acréscimo no número de participantes, subindo de 32 para 40 agremiações. Por conseguinte, o sistema de classificação foi alterado para que somente seis melhores segundos colocados avançassem para as fases eliminatórias. Os participantes foram:
- Associação Mineira de Desenvolvimento Humano
- América Futebol Clube
- América Futebol Clube-TO
- Clube Atlético Mineiro
- Atlético Clube Goianiense
- Clube Atlético Paranaense
- Esporte Clube Bahia
- Boavista Sport Club
- Botafogo de Futebol e Regatas
- Associação Chapecoense de Futebol
- Sport Club Corinthians Paulista
- Coritiba Foot Ball Club
- Criciúma Esporte Clube
- Cruzeiro Esporte Clube
- Associação Esportiva Dínamo Esporte Clube
- Figueirense Futebol Clube
- Clube de Regatas do Flamengo
- Fluminense Football Club
- Goiás Esporte Clube
- Grêmio Foot-Ball Porto Alegrense
- Guarani Esporte Clube
- Sport Club Internacional
- Esporte Clube Juventude
- Legião Futebol Clube
- Grêmio Novorizontino
- Sociedade Esportiva Palmeiras
- Paraná Clube
- Associação Atlética Ponte Preta
- Porto Vitória Futebol Clube
- Associação Portuguesa de Desportos
- Santos Futebol Clube
- São Paulo Futebol Clube
- Associação Atlética SEDUC
- Clube Atlético Serranense
- Uberaba Sport Club
- Uberlândia Esporte Clube
- Club de Regatas Vasco da Gama
- Vila Nova Futebol Clube
- Villa Nova Atlético Clube
- Esporte Clube Vitória

## Resultados

### Primeira fase

#### Grupo A
- Uberaba e Vila Nova empataram no número de pontos. O posicionamento final foi determinado pelos critérios de desempate, o saldo de gols.
- Fonte: Federação Mineira de Futebol

#### Grupo B
- Fonte: Federação Mineira de Futebol

#### Grupo C
- Fonte: Federação Mineira de Futebol

#### Grupo D
- Fonte: Federação Mineira de Futebol

#### Grupo E
- Atlético Goianiense e Cruzeiro empataram no número de pontos. O posicionamento final foi determinado pelos critérios de desempate, o saldo de gols.
- Fonte: Federação Mineira de Futebol

#### Grupo F
- Fonte: Federação Mineira de Futebol

#### Grupo G
- Fonte: Federação Mineira de Futebol

#### Grupo H
- Fonte: Federação Mineira de Futebol

#### Grupo I
- Fonte: Federação Mineira de Futebol

#### Grupo J
- Paraná e Vasco da Gama empataram no número de pontos. O posicionamento final foi determinado pelos critérios de desempate, o saldo de gols.
- Fonte: Federação Mineira de Futebol

### Fases finais
|  | Oitavas de final            | Oitavas de final            |                             |       | Quartas de final | Quartas de final |  |  | Semifinais | Semifinais |  |  | Final | Final |
|  |                             |                             |                             |       |                  |                  |  |  |            |            |  |  |       |       |
|  | 23 de julho, Belo Horizonte |                             |                             |       |                  |                  |  |  |            |            |  |  |       |       |
|  |                             |                             |                             |       |                  |                  |  |  |            |            |  |  |       |       |
|  | São Paulo                   | 4                           |                             |       |                  |                  |  |  |            |            |  |  |       |       |
|  | São Paulo                   | 4                           | 26 de julho, Belo Horizonte |       |                  |                  |  |  |            |            |  |  |       |       |
|  | Grêmio                      | 0                           |                             |       |                  |                  |  |  |            |            |  |  |       |       |
|  | Grêmio                      | 0                           | São Paulo                   | 1     |                  |                  |  |  |            |            |  |  |       |       |
|  | 23 de julho, Sete Lagoas    |                             | São Paulo                   | 1     |                  |                  |  |  |            |            |  |  |       |       |
|  |                             | Atlético Paranaense         | 0                           |       |                  |                  |  |  |            |            |  |  |       |       |
|  | Juventude                   | Atlético Paranaense         | 0                           | 1     |                  |                  |  |  |            |            |  |  |       |       |
|  | Juventude                   |                             | 28 de julho, Sete Lagoas    | 1     |                  |                  |  |  |            |            |  |  |       |       |
|  | Atlético Paranaense         | 2                           |                             |       |                  |                  |  |  |            |            |  |  |       |       |
|  | Atlético Paranaense         | 2                           | São Paulo                   | 1     |                  |                  |  |  |            |            |  |  |       |       |
|  | 23 de julho, Sete Lagoas    |                             | São Paulo                   | 1     |                  |                  |  |  |            |            |  |  |       |       |
|  |                             | Atlético Mineiro            | 2                           |       |                  |                  |  |  |            |            |  |  |       |       |
|  | Flamengo                    | Atlético Mineiro            | 2                           | 0     |                  |                  |  |  |            |            |  |  |       |       |
|  | Flamengo                    | 25 de julho, Sete Lagoas    |                             | 0     |                  |                  |  |  |            |            |  |  |       |       |
|  | Atlético Mineiro            | 2                           |                             |       |                  |                  |  |  |            |            |  |  |       |       |
|  | Atlético Mineiro            | 2                           | Atlético Mineiro (p.)       | 2 (4) |                  |                  |  |  |            |            |  |  |       |       |
|  | 23 de julho, Confins        |                             | Atlético Mineiro (p.)       | 2 (4) |                  |                  |  |  |            |            |  |  |       |       |
|  |                             | Santos                      | 2 (2)                       |       |                  |                  |  |  |            |            |  |  |       |       |
|  | Criciúma                    | Santos                      | 2 (2)                       | 1     |                  |                  |  |  |            |            |  |  |       |       |
|  | Criciúma                    |                             | 31 de julho, Belo Horizonte | 1     |                  |                  |  |  |            |            |  |  |       |       |
|  | Santos                      | 2                           |                             |       |                  |                  |  |  |            |            |  |  |       |       |
|  | Santos                      | 2                           | Atlético Mineiro            | 3     |                  |                  |  |  |            |            |  |  |       |       |
|  | 23 de julho, Belo Horizonte |                             | Atlético Mineiro            | 3     |                  |                  |  |  |            |            |  |  |       |       |
|  |                             | Fluminense                  | 1                           |       |                  |                  |  |  |            |            |  |  |       |       |
|  | Internacional               | Fluminense                  | 1                           | 1     |                  |                  |  |  |            |            |  |  |       |       |
|  | Internacional               | 25 de julho, Sete Lagoas    |                             | 1     |                  |                  |  |  |            |            |  |  |       |       |
|  | Palmeiras                   | 0                           |                             |       |                  |                  |  |  |            |            |  |  |       |       |
|  | Palmeiras                   | 0                           | Internacional               | 1 (2) |                  |                  |  |  |            |            |  |  |       |       |
|  | 23 de julho, Sete Lagoas    |                             | Internacional               | 1 (2) |                  |                  |  |  |            |            |  |  |       |       |
|  |                             | Vasco da Gama (p.)          | 1 (3)                       |       |                  |                  |  |  |            |            |  |  |       |       |
|  | Vasco da Gama               | Vasco da Gama (p.)          | 1 (3)                       | 2     |                  |                  |  |  |            |            |  |  |       |       |
|  | Vasco da Gama               |                             | 28 de julho, Sete Lagoas    | 2     |                  |                  |  |  |            |            |  |  |       |       |
|  | Paraná                      | 0                           |                             |       |                  |                  |  |  |            |            |  |  |       |       |
|  | Paraná                      | 0                           | Vasco da Gama               | 1 (4) |                  |                  |  |  |            |            |  |  |       |       |
|  | 23 de julho, Confins        |                             | Vasco da Gama               | 1 (4) |                  |                  |  |  |            |            |  |  |       |       |
|  |                             | Fluminense (p.)             | 1 (5)                       |       |                  |                  |  |  |            |            |  |  |       |       |
|  | Fluminense                  | Fluminense (p.)             | 1 (5)                       | 5     |                  |                  |  |  |            |            |  |  |       |       |
|  | Fluminense                  | 26 de julho, Belo Horizonte |                             | 5     |                  |                  |  |  |            |            |  |  |       |       |
|  | Novorizontino               | 1                           |                             |       |                  |                  |  |  |            |            |  |  |       |       |
|  | Novorizontino               | 1                           | Fluminense                  | 3     |                  |                  |  |  |            |            |  |  |       |       |
|  | 23 de julho, Belo Horizonte |                             | Fluminense                  | 3     |                  |                  |  |  |            |            |  |  |       |       |
|  |                             | América Mineiro             | 0                           |       |                  |                  |  |  |            |            |  |  |       |       |
|  | Corinthians                 | América Mineiro             | 0                           | 0     |                  |                  |  |  |            |            |  |  |       |       |
|  | Corinthians                 |                             |                             | 0     |                  |                  |  |  |            |            |  |  |       |       |
|  | América Mineiro             | 1                           |                             |       |                  |                  |  |  |            |            |  |  |       |       |
|  | América Mineiro             | 1                           |                             |       |                  |                  |  |  |            |            |  |  |       |       |

- Em negrito, os vencedores do confronto.
- Fonte: Federação Mineira de Futebol